# 기계화군단
기계화군단은 5개 이상의 기계화보병여단으로 구성된 조선인민군 육군의 전략 예비군이다. 최정예부대로 알려져 있다.

## 조직
| - 제108기계화군단 - 강원도 원산시 - 제425기계화군단 - 평안북도 정주 - 제417기계화보병여단 - 제815포병여단 - 제806기계화군단 - 강원도 원산시 회양군 - 제4기계화보병여단 - 안변군 찬오리 - 제7기계화보병여단 - 고산군 - 제47기계화보병여단 - 금강군 - 제?기계화보병여단 - 회양군 - 제?기계화보병여단 - 세포군 - 제815기계화군단 - 황해도 | - 군단 사령부 - 경비대 - 대전차대대 - 경보병대대 - 도하공병대대 - 전자전통신대대 - 화학대대 - 통신연대 - 포병여단 - 2개 포병대대 - 5개 기계화보병여단 - 3개 오토바이보병대대 - 기계화보병중대 - 3개 포병중대 - 기술지원중대 - 전차대대 - 공병중대 - 수색중대 - 통신중대 - 화학중대 - 방공포중대 |

### 장비
보병 무기
- 기관총 : RPD 62식

차량
- 장갑차 : BRDM, VTT-323, BTR-60
- 전차 : PT-76, T-62
- 대포 : D-20, 주체포
- 로켓포 : BM-11 M1985 122 mm 다연장
- 방공: ZSU-57-2 SP/37 mm SP/14.5 mm AAMG SP

지원
- 공병 : S 타입 부교

## 참고
1. ↑  “한국군, 평시 신속결정작전 펼칠 기갑군단 창설하라” 통권 575 호판. 신동아. 2007년 8월 1일.
2. ↑  “긴급 대특집. 쇼크! 북핵 이후” 통권 566 호판. 신동아. 2006년 11월 1일. 114~123쪽.[깨진 링크(과거 내용 찾기)]